# VAST
« Vast » redirige ici. Pour la commune du Vast, voir Le Vast.
 (février 2024).
VAST, acronyme pour Visual Audio Sensory Theater, est un groupe de rock alternatif américain, originaire d'Austin, au Texas. Il est formé en 1998 par Jon Crosby.

## Biographie

### Débuts (1998–2000)
Repéré dès l'âge de 13 ans par le Guitar Player Magazine, Jon Crosby est à l'origine  même de VAST. Multi-instrumentiste, compositeur et interprète, il crée VAST pour se « cacher » derrière ce nom-concept.
À 22 ans, quasiment seul, il sort un premier album éponyme, Visual Audio Sensory Theater, qui devient un phénomène tel que son label (major), Elektra Records, le soumet à d'intenses pressions pour qu'il réalise un nouvel album. Après deux ans d'enregistrement, VAST revient avec Music for People en 2000. L'album est bien plus orienté rock, et bénéficie d'un financement attribué par une major qui permettra à Crosby de s'associer avec le New Bombay Recording Orchestra en Inde. Pendant l'enregistrement et les répétitions, des tourments font surface, Crosby affrontant constamment les exécutifs du label concernant la direction musicale, mais aussi contre le guitariste Rowan Robertson qui voulait quitter VAST pour une carrière solo. À la fin des enregistrements, Robertson quitte VAST. Comme ce qu'attendait le label, Music for People fait le buzz dans le monde musical, et le clip du single Free est diffusé par MTV ; le single atteint la deuxième place du Billboard Hot 100.
À la fin 2002, Elektra rompt son contrat avec VAST.

### Turquoise et années 456 (2001–2005)
En 2004, Crosby enregistre plusieurs chansons qui seront compilées et publiées sous les titres Turquoise 3.x et Crimson 3.x. Crosby solidifie, à cette période, sa formation, et VAST devient alors un quatuor classique. À cause des pressions exercées par le label Elektra Records, Crosby est forcé de signer un contrat à court terme avec le label indépendant de Carson Daly, 456 Entertainment, pour des best-of et un album, Nude. Dans les années qui suivent, malgré la pression exercée pour la signature au label indépendant, Crosby expliquera plus tard que l'idée de publier Nude sur un label indépendant était un « cauchemar » car « il y avait tellement de problèmes avec eux (456 Entertainment) à tous les niveaux. Je crois qu'on a fait une grosse erreur parce qu'on ne croyait pas en nous et qu'on ne pouvait rien faire par nous-mêmes. » Pourtant, leur contrat avec 456 permettra à Crosby de lancer son label indépendant, 2blossoms.

### Période 2blossoms (2005–2006)
Après une brève tournée pour Nude, le groupe publie son premier album chez 2blossoms, A Complete Demonstration, qui comprend d'anciennes démos issues des sessions de Visual Audio. L'album est pressé en édition limitée et rapidement écoulé. Puis en 2006, VAST publie Turquoise and Crimson, une compilation double-disque de toutes leurs chansons publiées sur Internet en 2004. VAST publiera ensuite Live at CBGB's chez 2blossoms. Après plusieurs tournées, VAST revient en studio et enregistre son tout premier album acoustique, April.
Crosby publiera de son côté quelques albums en solo, comme Generica. Quelques-unes de ces chansons se retrouveront en versions retravaillées dans l'album de VAST, Me and You. Après la sortie d'un documentaire surprise les concernant, intitulé Closed Romantic Realism, ils publient en 2008, un EP intitulé Bang Band SiXXX. En mai 2009, Crosby publie donc Me and You, et effectue une tournée nord-américaine en soutien à l'album.

### Making Evening and Night(2013–2014)
En octobre 2013, VAST, par le biais de Facebook, encourage ses fans à voter pour leurs chansons préférées de la même manière qu'ils l'ont fait pour Turquoise and Crimson en 2003. Works In Progress 1 comprend de nouvelles démos : Again and Again, Noise et Where'd You Go. Works In Progress 2 comprend cinq nouvelles démos : They Only Love You When You Die, Kimi, Fire of Love, Desperate et I Want It Back. Works In Progress 3 comprend Diamonds to Coal, Burning Desire, The Thing They Took et Something About You Turns Me On. Works In Progress 4 comprend Call on Me, Broken Girl, Like God et Put Your Lips Around My Generation. Le cinquième et dernier album de la série, Works In Progress 5 comprend six nouvelles démos : Trail of Tears, Whisper My Name In Your Heart, There Is No Tomorrow, It's Time, I Would Like It et No One Could Know.
Le dernier album à venir de ce projet s'intitule Making Evening and Night — un double-album avec un premier disque comprenant toutes les chansons choisies par les fans, et un second disque qui comprend le reste des chansons.

### Nouveaux albums (depuis 2015)
En juillet 2017 sort Posthumous Serenade, une compilation de douze reprises acoustiques faites par Jon Crosby (en solo).

## Discographie
- 1998 : Visual Audio Sensory Theater (Elektra Records)
- 2000 : Music for People (Elektra Records)
- 2004 : Nude (456 Entertainment)
- 2006 : Turquoise and Crimson (2blossoms)
- 2007 : April (2blossoms)
- 2009 : Me and You (2blossoms)